# لوکوسا، بنین
لوکوسا (به فرانسوی: Lokossa) شهری در استان مونو واقع در کشور بنین است که در سال ۱۹۹۲ میلادی ۲۳٬۲۰۹ نفر جمعیت داشته و جمعیت آن در سال ۲۰۰۵ میلادی به ۴۲٬۶۲۵ نفر رسیده‌است.